# Graphocephala innervis
Graphocephala innervis är en insektsart som beskrevs av Fowler 1900. Graphocephala innervis ingår i släktet Graphocephala och familjen dvärgstritar. Inga underarter finns listade i Catalogue of Life.